# Alejandro Oré Mora
Alejandro Oré Mora (Lircay, 11 de agosto de 1955) es un ingeniero mecánico y político peruano. Fue congresista de la república por Huancavelica durante el periodo 2001-2006.

## Biografía
Alejandro Oré Mora nació en la ciudad de Lircay, ubicado en el departamento de Huancavelica, el 11 de agosto de 1955.
Realizó sus estudios primarios en el Centro Educativo 549 – Bellavista Lircay y los secundarios en el Centro Educativo Nacional Mixto. Luego ingresó a la Universidad Nacional del Centro del Perú en donde estudió en la Facultad de Ingeniería Mecánica.
Se desarrolló profesionalmente en la Empresa Nacional de Telecomunicaciones (ENTEL) y posteriormente en Telefónica del Perú.

## Carrera política

### Congresista de la República
Alejandro Oré se inició en la política como militante de Perú Posible, partido político de Alejandro Toledo, y participó en las elecciones del año 2001 como candidato al Congreso de la República por la circunscripción de Huancavelica. Oré logró resultar elegido como congresista con 8,100 votos, siendo luego juramentado para el periodo parlamentario 2001-2006.
Como congresista fue vocero y presidente de la bancada de Perú Posible, así como miembro de la Comisión de Transportes y Comunicaciones. En el año 2005, Alejandro Oré fue elegido como quinto vicepresidente de la Mesa Directiva del Congreso presidida por Marcial Ayaipoma para el periodo legislativo 2005-2006.
Al culminar su gestión, Oré intentó su reelección en las elecciones del año 2006. Sin embargo, no tuvo éxito.

## Controversias
En octubre del 2004, Alejandro Oré fue acusado de bigamia, por supuestamente haberse casado por segunda vez sin haber anulado su primer matrimonio.